# Junqueirinha
Fausto de Andrade Junqueira, mais conhecido como Junqueirinha (Batatais, 18 de fevereiro de 1913 – ) foi um futebolista brasileiro que atuava como atacante.

## Carreira
Iniciou a carreira nos juvenis do São Paulo. Subiu ao time principal em 1930, estreando em 21 de dezembro daquele ano. Junqueirinha participou da conquista do primeiro título oficial da história do São Paulo, o Campeonato Paulista de 1931, atuando em 12 jogos e marcando 3 gols.
Em 24 de fevereiro de 1935, atuou pela Seleção Brasileira em amistoso contra o River Plate, da Argentina, vencido por 2x1.
Ainda em 1935, foi campeão paulista pelo Santos, o primeiro título estadual da agremiação.
Seu último jogo pelo São Paulo foi em 6 de abril de 1938. Pelo clube, atuou em 86 jogos e marcou 24 gols.
Ainda em 1938, se destacaria pelo São Paulo Railway, que terminou em terceiro lugar do Campeonato Estadual.

### Títulos
São Paulo
- Campeonato Paulista: 1931[3]

Santos
- Campeonato Paulista: 1935[11][12]